# 田中義久
田中 義久（たなか よしひさ、1940年3月30日 - ）は、日本の社会学者、法政大学名誉教授。

## 来歴
東京生まれ。1964年東京大学文学部社会学科卒業。67年同大学院社会学研究科博士課程中退、東京大学新聞研究所助手。1971年法政大学社会学部専任講師、73年助教授、80年教授、2011年定年退任、名誉教授。1978年オックスフォード大学客員研究員。2003年リヨン第三大学客員教授。

## 著書
- 『私生活主義批判 人間的自然の復権を求めて』筑摩書房 1974
- 『人間的自然と社会構造 文化社会学序説』勁草書房 1974
- 『社会意識の理論』勁草書房 1978
- 『行為・関係の理論 現代社会と意味の胎生』勁草書房 1990
- 『ゴルフと日本人』岩波新書 1992
- 『コミュニケーション理論史研究 コミュニオンからコミュニケーションへ』勁草書房 2000社会関係の理論』東京大学出版会 2009

### 共編
- 『関係の社会学』編 弘文堂 1996
- 『テレビと日本人 「テレビ50年」と生活・文化・意識』小川文弥共編 法政大学出版局 2005
- 『触発する社会学 現代日本の社会関係』編 法政大学出版局 2010

### 翻訳
- ガーヨ・ペトロヴィッチ『マルクスと現代』岩淵慶一共訳 紀伊国屋書店 1970
- エドワード・A.ティリヤキアン『個人と社会 社会学と実存主義の視座構造』みすず書房 1971
- A.W.グールドナー『社会学の再生を求めて 1 (社会学=その矛盾と下部構造)』岡田直之共訳 新曜社 1974
- T.W.アドルノ『権威主義的パーソナリティ』矢沢修次郎，小林修一共訳 青木書店 1980
- P.バーワイズ, A.エーレンバーグ『テレビ視聴の構造 多メディア時代の「受け手」像』小林直毅共訳 法政大学出版局 りぶらりあ選書 1991
- スコット・ラッシュ『ポスト・モダニティの社会学』監訳 清水瑞久、須藤廣,佐幸信介,宮沢昭男訳 法政大学出版局 叢書・ウニベルシタス 1997

## 参考
- ISBN 978-4-13-050172-9
- 『現代日本人名録』2002年